# Pirates of the Caribbean: Dead Man's Chest
Pirates of the Caribbean: Dead Man's Chest (titulada Piratas del Caribe: El cofre del hombre muerto en España y Piratas del Caribe: El cofre de la muerte en Hispanoamérica) es una película estadounidense dirigida por Gore Verbinski y producida por Jerry Bruckheimer. Conforma la segunda adaptación dentro de la saga de Piratas del Caribe iniciada en 2003. La película se estrenó el 24 de junio de 2006 en Disneyland.
El excéntrico Capitán Jack Sparrow (Johnny Depp) se ve atrapado en otra enrevesada red de intrigas sobrenaturales. A pesar de que ya se ha levantado la maldición sobre el barco Perla Negra, una amenaza aún más aterradora se cierne sobre su capitán y su avezada tripulación: parece ser que Jack tiene una deuda de sangre con el legendario Davy Jones (Bill Nighy), el Amo de las Profundidades del Océano, que capitanea el fantasmal barco Holandés Errante. A menos que el astuto Jack encuentre la forma de saldar este pacto con Davy Jones, estará condenado por la eternidad a una vida más allá de la muerte al servicio de Jones. Este acontecimiento interrumpe los planes de boda de Will Turner (Orlando Bloom) y Elizabeth Swann (Keira Knightley), que, una vez más, se ven arrastrados por las desventuras de Jack, y que les enfrentarán a monstruos marinos, isleños con cara de pocos amigos, a la extravagante adivina Tia Dalma (Naomie Harris) e incluso a la aparición del padre de Will, desaparecido hace tiempo que se llama Bill (Stellan Skarsgard).

## Argumento
Dos años después de la batalla en la Isla de la Muerte (Isla de Muerta en España), Will Turner y Elizabeth Swann se disponen a contraer matrimonio, sin embargo su boda se ve súbitamente interrumpida cuando estos reciben una orden de arresto por parte de Lord Cutler Beckett, presidente de la Compañía Británica de las Indias Orientales, por haber ayudado a escapar al capitán Jack Sparrow la última vez. Elizabeth es inmediatamente encarcelada en prisión, pero Will y Beckett llegan a hacer un trato: si Will consigue para Beckett la brújula mágica de Jack (que apunta hacia lo que su portador más desea en el mundo), Will y Elizabeth serán perdonados, mientras que Jack con una Patente de corso recibiría el indulto por sus anteriores actos de piratería y se convertiría además en corsario de la compañía. Poco después de la partida de Will, el gobernador Swann ayuda a Elizabeth a escapar de la cárcel, ante la sospecha de que Lord Beckett no cumplirá su palabra, aún si Will llega a tener éxito en su misión, pero justo cuando llegan al puerto, inmediatamente es capturado por el ayudante de Beckett, Joseph Mercer y un grupo de soldados, quienes venían a recapturar nuevamente a Elizabeth por su escape de la cárcel. Pero afortunadamente Elizabeth consigue escapar del carruaje antes de que fuera recapturada por los soldados y llega hasta el despacho de Beckett, donde esta llega a hacer un nuevo trato con Beckett y es enviada para ofrecer las patentes de corso a Jack, firmadas y selladas tanto por Lord Beckett como también por el Rey de Inglaterra como indulto a cambio de la brújula.
Mientras tanto, Jack Sparrow consigue escapar de una aterradora prisión turca en donde además lleva el dibujo de una llave que desea encontrar, sin embargo también se encuentra a la expectativa de un posible motín de una parte de su tripulación, ya que desde hace unos meses no habían cometido ningún acto de piratería y más desde que la Isla de la Muerte se hundió en el fondo del mar con todo el tesoro, además de ser fugitivos buscados por la East India Trading Company. Esa noche, Jack baja a la bodega del barco para buscar una botella de Ron, donde se le aparece el padre de Will, William "Bootstrap Bill" Turner ("Bill el Botas" en España), quien después de haber sido lanzado al fondo del mar por Barbossa la última vez, se unió a la tripulación de Davy Jones tras aceptar un trato con él. Bill Turner le recuerda a Jack que hace tiempo, Jones sacó el barco Perla Negra del fondo del mar para Jack y ambos hicieron un trato: Jack sería el capitán del de dicho barco durante 13 años y luego se uniría a la tripulación de Jones para servirle durante 100 años. Ya han pasado 13 años y Jack no ha cumplido su parte del trato, de modo que Jones le ha ordenado a su "mascota", un monstruo marino conocido como el Kraken, que hunda al barco Perla Negra junto con Jack devuelta al fondo del océano. La única manera de evitar que el Kraken arrastre el barco hacia el fondo del océano es que Jack cumpla su parte del trato antes de que el Kraken los encuentre primero. Posteriormente antes de que Bill se retire del barco, le advierte a Jack que el Kraken solo lo podrá encontrar atraído por un hambre insaciable, por todo aquel que porte la Mancha Negra, la cual aparece posteriormente a la retirada de Bill en la palma de la mano de Jack. Preso del pánico y para refugiarse del Kraken, Jack y su tripulación atracan desesperadamente en la primera isla que encuentran, Isla el Pelegosto, donde son capturados por unos nativos, quienes creen que Jack es un dios atrapado en una forma humana y deciden "liberarlo" de su confinamiento devorándolo. Por otro lado, Will también llega poco después a la Isla el Pelegosto traído por pescadores haitianos, luego de buscar el rastro de Jack previamente en Isla Tortuga y otros sitios donde posiblemente podría haber estado, pero es capturado también por los nativos y llevado prisionero con la tripulación del barco. Posteriormente Will y la tripulación logran escapar de la celda seguidos de cerca por Jack y huir de la isla el Pelegosto. Por otro lado los piratas Pintel y Ragetti, quienes escaparon de prisión previamente también llegan a la isla y se unen a ellos en última instancia. La tripulación visita a Tía Dalma, una bruja vudú amiga de Jack que les explica que la llave del dibujo de Jack es la llave del Cofre de la Muerte (Cofre del Hombre muerto en España), un cofre en el que Jones guardó su corazón después de ser traicionado por su amada siglos atrás. Tía Dalma le explica a Jack como encontrar el Holandés Errante (el barco de Jones) y le entrega un tarro con tierra para que se proteja, todo esto debido a que tiene la Mancha Negra y por consiguiente el Kraken lo persigue a él, ya que Jones solo puede pisar tierra un día cada 10 años.
Jack planea entregar a Will al Holandés Errante para saldar su deuda por él y que Jones lo deje en paz. Cuando el barco llega a una especie de arrecife se topan con una nave encallada, Jack le miente a Will, diciéndole que ese es el Holandés. Jack envía a Will al barco encallado y Will encuentra algunos supervivientes del naufragio, justo en ese momento el verdadero Holandés Errante surge de las profundidades y Will es capturado por la tripulación de Davy Jones, quien posteriormente se aparece en la cubierta de la nave naufragada y le pregunta a Will cual es su propósito en ese lugar, a lo que Will le responde diciendo: "Jack Sparrow, me envió a saldar su deuda", al escuchar esto Jones usa sus poderes para teletransportarse a la nave de Jack, quien justamente los vigilaba con su telescopio y hace un trato con Jack: si Jack consigue 100 almas para la tripulación del Holandés, Jones ordenará al Kraken que lo deje en paz. Como parte del trato, Jones elimina la Mancha Negra de la mano de Jack y le da un lapso de 3 días de tregua para que consiga esas 100 almas. Jack y su tripulación parten hacia Tortuga para conseguir hombres (quedándose Will como la primera alma y como parte de ese trato) para el Holandés, Will es obligado a permanecer en el Holandés, donde se reencuentra con su padre y mientras está en el Holandés, Bill se da cuenta de que Will nunca hizo el juramento por lo cual tiene posibilidad de escapar, pero horas después desafía a Davy Jones a un juego de dados llamado "juego de engaños" en el cual la apuesta es la siguiente: si Will gana la partida, Jones le entregara la llave del Cofre de la Muerte, pero si Will pierde la partida, estará condenado a ser parte del Holandés Errante por toda la eternidad, por lo que Jones acepta los términos del joven. Una vez inicia el juego, súbitamente Bill se une a la partida de ambos y también hace la misma apuesta que su hijo, esto con la intención de evitar que Will arriesgue su vida de forma innecesaria. Finalmente en el clímax de la partida, Bill resulta ser el perdedor del juego y ahora estará condenado a pasar una eternidad en el Holandés Errante, mientras que por otro lado Jones le menciona al joven Will que puede desembarcar cuando quiera. Justo cuando Jones y los demás miembros de la tripulación se retiran riéndose, Will inmediatamente le reclama a su padre sobre porque hizo algo tan tonto y arriesgado por él, pero Bill le menciona que él solo quería que Will ganara la partida, sin embargo Will le revela que la razón para desafiar a Jones era para descubrir la ubicación exacta de la llave. Más tarde y con la ayuda de su padre, Will consigue robarle a Jones la llave del Cofre de la Muerte mientras dormía, dejando el dibujo de la llave en su lugar y escapa del Holandés, su padre le entrega un cuchillo y le advierte que busque tierra lo más pronto posible y que se quede ahí, pero antes se compromete a apuñalar el corazón de Jones, para liberar a su padre. En Isla Tortuga, Jack y su tripulación se encuentran con Elizabeth (que llegó hasta allí metiéndose de polizona en un barco mercante llamado Edinburgh Trader) y el ex-comodoro Norrington (que se convirtió en un borracho después de perder su cargo, su barco y su tripulación persiguiendo a Jack en Trípoli en medio de un peligroso huracán y por consiguiente perseguido también por Beckett), que se unen a ellos aunque secretamente son en principio vigilados por Mercer. Jack, Gibbs y Elizabeth se dan cuenta de que Beckett quiere la brújula mágica para encontrar el Cofre de la Muerte y por consiguiente el corazón de Jones. En donde le advierten a Elizabeth que eso no debe pasar, ya que si Beckett controlara el corazón de Jones, controlaría los mares. Norrington escucha esto último y se da cuenta de que si le entregara el corazón a Beckett, recuperaría su cargo y su vida. Will es recogido por el Endiburgh Trader luego de escapar del Holandés y se encuentra curiosamente con el vestido de Elizabeth a bordo del mismo, Jones al darse cuenta del engaño de Will y de su paradero decide vengarse; el Endiburgh Trader es destruido por el Kraken, pero Will sobrevive. Jones se da cuenta de que Jack busca el cofre.
La Perla Negra y el Holandés Errante llegan a la Isla Cruces, donde Jack, Norrington y Elizabeth encuentran el Cofre enterrado en la arena. Will se aparece después de sobrevivir al ataque del Kraken escondiéndose en el Holandés y llega en el a la isla con la llave. Jack, Will y Norrington pelean por la llave, ya que cada uno desea el corazón para un propósito diferente. La tripulación del Holandés aparece, obligando a Elizabeth, Pintel y Ragetti a luchar juntos para defender el cofre. Jack logra conseguir la llave, abre el cofre y esconde el corazón dentro del tarro de tierra, pero Norrington, a escondidas de los demás, saca el corazón del tarro y se lo guarda junto con las patentes de corso. Jack, Elizabeth y Will regresan rápidamente al barco, pero Norrigton se queda en la isla con el Cofre haciéndoles creer a Jack, Elizabeth y Will que se enfrentaría a la tripulación del Holandés. Norrington les entrega el cofre (ahora vacío) a la tripulación del Holandés y huye con el corazón. El Holandés trata de hundir el barco de Jack, pero la Perla es más rápido que el Holandés y los dejan fuera de la línea de fuego. Sin embargo y para infortunio de la Perla, Jones decide llamar al Kraken, para que este vaya tras ellos. Jack ve que el corazón ya no está dentro del tarro de tierra (ya que Norrington lo saco sin que él se diera cuenta), mientras tanto la tripulación se prepara para el inminente ataque del Kraken y logran herirlo con los cañones a la primera, solo por unos minutos. Sin embargo, saben que va a volver, y deciden abandonar la nave. Por desgracia el Kraken había destruido los botes salvavidas restantes, antes del segundo ataque del Kraken, Jack, preso del pánico, abandona su barco en un bote y Elizabeth lo ve escapando y lo considera un cobarde. Justo en ese momento el Kraken regresa por segunda vez buscando represalias y ataca nuevamente, sin embargo Will y la tripulación deciden cargar las redes con toda la pólvora y también con todo el Ron, este último para mal gusto de los piratas. Jack mientras está en el bote observa como su barco es destruido por el Kraken, pero después de pensarlo por unos minutos decide regresar, mientras tanto Elizabeth y Will intentan dispararle a la carga, pero los tentáculos del Kraken se los impide una y otra vez, hasta que Jack aparece tomando el rifle y le dispara a la pólvora logrando herir de gravedad al Kraken, que detiene su ataque solo por unos minutos. Marty le pregunta a Gibbs si lograron matar al Kraken con la explosión, pero Gibbs le responde que no lo mataron y que solo lo enfurecieron aún más y saben que volverá. Jack y los demás supervivientes (Will, Elizabeth, Gibbs, Cotton, Marty, Pintel y Ragetti) deciden abandonar la nave antes de que el Kraken vuelva a atacar por tercera vez, pero Elizabeth sabe que el Kraken solo quiere a Jack y no a ellos, ni al barco, así que encadena a Jack al mástil, mientras lo besaba, antes de escapar junto con los demás. Jack logra liberarse, pero el Kraken aparece de nuevo por tercera vez. Jack se lanza a la boca del Kraken con la espada en la mano con el fin de matar al monstruo, pero es en vano y el Kraken arrastra a la Perla y a Jack al fondo del océano.
Mientras tanto en el Holandés Errante Jones observa el hundimiento y menciona que Jack Sparrow ha saldado su deuda, a pesar de que la tripulación se quede sorprendida de que Jack haya decidido quedarse a bordo de su propio barco, sin embargo y ante la sospecha de que algo no esta bien, Jones le ordena a su tripulación traer el cofre para revisar que el corazón este ahí, pero cuando abre el cofre descubre que el mismo ya no está ahí y grita histéricamente maldiciendo a Jack por el engaño. Mientras tanto, Norrington consigue llegar a Port Royal y le entrega el corazón a Beckett junto con las patentes de corso. Los supervivientes se refugian en casa de Tía Dalma, donde toman la decisión de viajar al "Reino de Davy Jones" para traer de vuelta a Jack. Tía Dalma les dice que para viajar al "Dominio de Davy Jones" necesitan un capitán que ya haya surcado esas aguas. Para sorpresa de todos, dicho capitán resulta ser el resucitado Capitán Héctor Barbossa, quien les pregunta que fue lo que le pasó a su amado barco.
En una escena poscréditos el perro que ayudó a Pintel y Ragetti a escapar de prisión ahora es el jefe de la isla el Pelegosto.

## Reparto
- Johnny Depp como el capitán Jack Sparrow: Famoso pirata y capitán de la Perla Negra, que debe saldar su deuda con Davy Jones o si no morirá.

- Orlando Bloom como Will Turner: Hijo de William "Bootstrap Bill" Turner ("Bill el Botas" en España), quien debe salvar de nuevo a Elizabeth y encontrar el cofre de Davy Jones para matar a este y salvar a su padre.

- Keira Knightley como Elizabeth Swann: Hija del gobernador Weatherby Swann, que debe salvar a Will Turner.

- Stellan Skarsgard como William "Bootstrap Bill" Turner ("Bill el Botas" en España): Es el padre de Will Turner y tripulante del Holandés Errante.

- Bill Nighy como Davy Jones: Capitán del Holandés Errante, que intentará saldar la deuda de Jack Sparrow y evitar que encuentren su corazón.

- Jack Davenport como James Norrington: Ex-comodoro, que ahora tratará de encontrar el cofre de Davy Jones y así recuperar su anterior vida.

- Kevin R. McNally como Joshamee Gibbs: Contramaestre, 2º de a bordo y ayudante de Jack Sparrow, que lo ayudará en su aventura.

- Jonathan Pryce como el gobernador Weatherby Swann: Gobernador de Port Royal y padre de Elizabeth, que intentará ayudarla.

- Lee Arenberg como Pintel: Pirata y tripulante de la Perla Negra, que ayudará a Jack y compañía.

- Mackenzie Crook como Ragetti: Pirata, tripulante de la Perla Negra y compañero de Pintel, que también ayudará a Jack y compañía.

- Tom Hollander como Lord Cutler Beckett: Representante de la East Indian Trading Company y delegado del rey de Inglaterra, que conquistará Port Royal e intentará encontrar el cofre de Davy Jones, para poder gobernar los mares.

- Naomie Harris como Tía Dalma: Bruja y adivina, que ayudará a Jack a encontrar el cofre de Davy Jones y resucitará a Héctor Barbossa.

- Alex Norton como el capitán Bellamy: Capitán del Edinburgh Trader, que ayudará a Will y al ``espíritu´´ (el vestido de Elizabeth, que ella maneja y que Bellamy y sus piratas creen que está embrujado y es un espíritu).

- David Bailie como Cotton: Pirata mudo y tripulante de la Perla Negra, que ayudará a Jack y compañía.

- Martin Klebba como Marty: Pirata enano y tripulante de la Perla Negra, que ayudará a Jack y compañía.

Completan el reparto Dermot Keaney como el segundo de a bordo Maccus, Clive Ashborn, Winston Ellis, Andy Beckwith y Jonathan Linsley como los piratas Koleniko, Palifico, Clacker y Ogilvey, Christopher Adamson como el contramaestre Piernas de Jimmy y David Schofield como Joseph Mercer, la mano derecha de Beckett.
La película cuenta con la ausencia temporal de Geoffrey Rush como el capitán Héctor Barbossa, que no aparece, hasta la escena final en un breve cameo.

## Producción

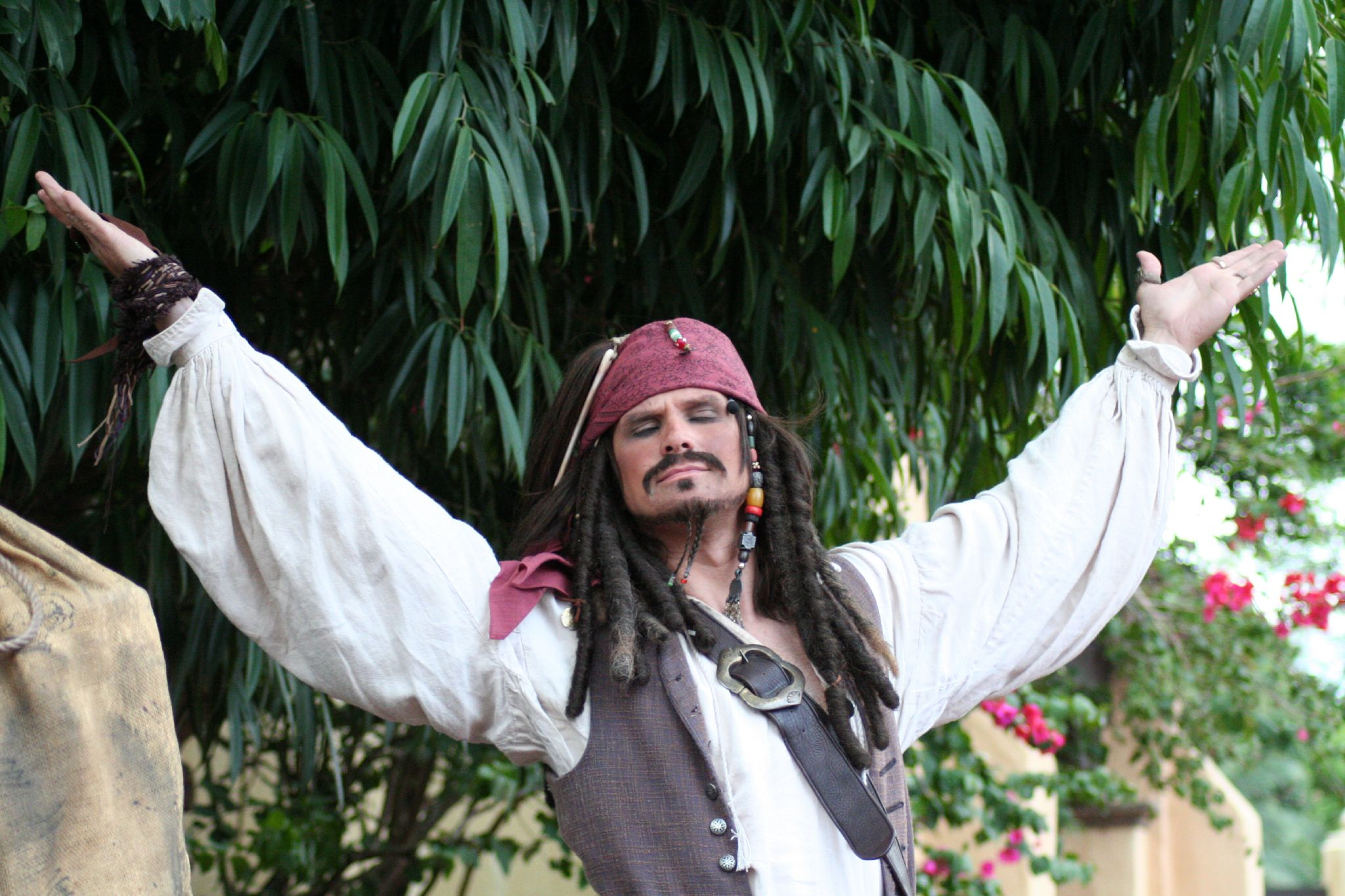
Imitador de Jack Sparrow en la Premier de Pirates of the Caribbean: Dead Man's Chest.

- Los lugares de filmación en su mayoría fueron en islas caribeñas como Dominica donde se filmaron escenas en el Indian River, Hampstead, Monte Trois Pitons y Vieille Case; En las Bahamas en Cayo blanco (White Cay) propiedad de Disney, en las Exumas y en la Isla de Gran Bahama; y así también en Barrouallie, San Vicente, terminando su rodaje el 7 de febrero de 2007.
- La première se proyectó en Disneyland, California el 24 de junio de 2007, dos días después de la apertura de la atracción del parque en la que se basan las películas, la atracción contó con una nueva historia y atracciones animatrónicas y de audio basadas en dichas entregas.

## Trascendencia
- El filme recaudó 55.8 millones de dólares en Norteamérica en su primer día, estableciendo un nuevo récord para los días iniciales más taquilleros de una película y batiendo el récord establecido el año anterior por Star Wars Episodio III: La Venganza de los Sith que obtuvo $800.000 dólares menos.

- Recaudó 135,6 millones de dólares en su primer fin de semana, también batiendo el récord establecido cuatro años antes por Spider-Man.[2]

- Durante su proyección en las salas, la cinta batió otros 19 récords de taquilla, siendo la película que menos tardó en obtener $200 y 300 millones de dólares, la mayor recaudación de taquilla en diez días, y la película más rápida en recaudar 1000 millones de dólares mundialmente.

- La película recaudó 423 millones para la versión DVD pasando a ser el sexto filme más taquillero a nivel doméstico y el tercero a nivel mundial.

## Recepción
Pirates of the Caribbean: Dead Man's Chest recibió críticas mixtas de parte de la crítica y más positivas de la audiencia. En el portal de internet Rotten Tomatoes, la película posee una aprobación de 54%, basada en 219 reseñas y con una puntuación de 6/10, por parte de la crítica, mientras que de parte de la audiencia tiene una aprobación de 72%.
La página Metacritic le ha dado a la película una puntuación de 53 de 100, basada en 37 críticas, indicando "reseñas mixtas". Las audiencias de CinemaScore le han dado una puntuación de "A-" en una escala de A+ a F, mientras que en el sitio IMDb los usuarios le han dado una puntuación de 7.3/10, con base en 514 433 votos.

## Premios y nominaciones
Ha ganado en 14 categorías y ha sido nominada en 18, en diferentes premios.

### Óscar
- (2008) Mejores efectos visuales, para John Knoll, Hal T. Hickel, Charles Gibson, Allen Hall - Ganadores
- (2008) Mejor diseño de producción, para Rick Heinrichs (diseño de producción) y Cheryl Carasik (decorados) - Candidatos
- (2008) Mejores efectos sonoros, para Christopher Boyes y George Watters II - Candidatos
- (2008) Mejor sonido, para Paul Massey, Christopher Boyes y Lee Orloff - Candidatos

### BAFTA
- (2008) Mejores efectos visuales, para John Knoll, Hal T. Hickel, Charles Gibson, Allen Hall - Ganadores
- (2008) Mejor diseño de vestuario, para Penny Rose - Nominado
- (2008) Mejor maquillaje y peluquería, para Ve Neill, Martin Samuel - Nominados
- (2008) Mejor diseño de producción, para Rick Heinrichs, Cheryl Carasik - Nominados
- (2008) Mejor sonido, para Christopher Boyes, George Watters II, Paul Massey, Lee Orloff - Nominados

### Globos de Oro
- (2008) Anexo:Globo de Oro al mejor actor - Comedia o musical, para Johnny Depp - Candidato

### Premios Saturn
- (2008) Mejores efectos visuales, para John Knoll, Hal T. Hickel, Charles Gibson y Allen Hall - Ganadores
- (2008) Mejor película fantástica - Candidatos
- (2008) Mejor vestuario, para Penny Rose - Candidatos
- (2008) Mejor montaje, para Ve Neill y Joel Harlow - Candidatos
- (2008) Mejor actor de reparto, para Bill Nighy - Candidatos

### Premios Grammy
- (2008) Mejor álbum de banda sonora para una película, televisión u otros medios visuales, para Hans Zimmer - Candidatos